# Литовська Гельсінська група
Литовська Гельсінська група (лит. Lietuvos Helsinkio grupė, повна назва Громадська група сприяння виконанню Гельсінських угод у Литві, лит. Helsinkio susitarimų vykdymui remti Lietuvos visuomeninė grupė) — перша відкрита правозахисна організація у Литовській РСР. Діяла протягом 1976-1981 років.

## Історія

### Створення
Створена у листопаді 1976 року. Членами-засновниками ЛГГ стали литовські дисиденти Кароліс Гаруцкас, Ейтан Фінкельштейн, Вона Лукаускайте-Пошкене, Вікторас Пяткус і Томас Венцлова.

### Діяльність
Литовська Гельсінська група збирала відомості про порушення прав людини у радянській Литві, оприлюднила близько 30 документів і звернень (декілька — спільно з Московською Гельсінською групою). Прихильники ЛГГ — зокрема, Стасіс Каушиніс — поширювали її ідеї та друковані матеріали у середовищі молоді та студентства.

### Репресії проти ЛГГ
У 1977 році одного із членів-засновників групи, Томаса Венцлову, було вислано із Радянського Союзу.
У 1981 році — внаслідок хвилі арештів — решта членів-засновників ЛГГ (крім Лукаускайте-Пошкене) опинилися в місцях позбавлення волі.